# فرودگاه تک‌بانده جنسنز
فرودگاه تک‌بانده جنسنز (به انگلیسی: Jensens Strip) یک فرودگاه خصوصی است که یک باند فرود چمن دارد و طول باند آن ۴۵۷ متر است. این فرودگاه در کشور ایالات متحده آمریکا قرار دارد و در ارتفاع ۱۰۲۱ متری از سطح دریا واقع شده‌است.